# Gemonde
Gemonde (Brabants: Gimde, of Gimonde) is een dorp  in de Nederlandse provincie Noord-Brabant, gelegen in de Meierij van 's-Hertogenbosch. Het is een kerkdorp in de gemeente Sint-Michielsgestel waar het sinds 1 januari 1996 deel van uitmaakt. Op 1 januari 2023 telde Gemonde 2.220 inwoners, op een oppervlakte van 10,63 km².

## Toponymie
De naam Gemonde komt voor in een register van de Abdij van Echternach uit 698/699. Daar werd de plaatsnaam geschreven als Datmunda, te lezen als Gaimunda. Evenals bij Duitse plaatsnamen als Gmünd en Dubbelmonde in de Biesbosch zou dit betrekking hebben op de ligging op een landschappelijke hoogte (verwant aan het Latijnse mons of montis) langs de Dommel.

## Bestuurlijke geschiedenis
Er is al duizenden jaren bewoning in de omgeving van Gemonde. Ten noorden van Gemonde, bij de buurtschap Wielse Hoeven, werd een urnenveld aangetroffen.
Het huidige dorp is ontstaan uit vier gehuchten, die elk deel uitmaakten van een andere gemeente: Boxtel, Sint-Michielsgestel, Schijndel en Sint-Oedenrode. De verklaring van deze vreemde situatie voert terug tot 1314, toen de zogenaamde Bodem van Elde door de Hertog Jan III van Brabant werd uitgegeven, een in die tijd moerassig en onbewoonbaar gebied. Vier heren deelden in dit gebied het gezag. Toen het ancien régime werd afgeschaft en vervolgens in 1802 de moderne gemeentelijke structuur werd ingesteld, werd het gebied dus over vier gemeenten verdeeld.

## Kerkelijke geschiedenis
De katholieke kerk in Gemonde ressorteert tegenwoordig onder het decanaat 's-Hertogenbosch. Het Christendom werd in dit gebied vermoedelijk vanuit Maastricht gebracht door missionarissen uit de omgeving van de Heilige Lambertus. Naar deze heilige is ook de huidige parochie genoemd. Op de plaats van de huidige begraafplaats, Den Hoogert genaamd, kunnen vermoedelijk de eerste kapellen worden gesitueerd. Deze lagen op een dekzandrug te midden van esgronden. Vermoedelijk was er in de 8e eeuw al een kapel die afhankelijk was van de Abdij van Echternach. De Heer van Boxtel was oorspronkelijk voogd van deze kapel. Opgravingen brachten daar eveneens de resten van een 11e-eeuwse kerk aan het licht. Geleidelijk kreeg deze kerk een meer gotisch karakter. De kerk van Boxtel is mogelijk afgeleid van die van Gemonde.
In 1648 werd deze kerk, evenals alle andere in de Meierij, genaast door de Hervormden. Na enige tijd mochten de katholieken hun eredienst weer in schuurkerken vieren. De eerste schuurkerk stamt uit 1674 en in 1771 werd een nieuwe schuurkerk in gebruik genomen. Weliswaar kregen de katholieken in de Napoleontische tijd hun kerk weer terug, maar deze werd in 1824 afgebroken. De stenen gebruikte men voor de bouw van een nieuwe kerk, die echter te klein werd en in 1924 werd vervangen door de huidige.
- De Sint-Lambertuskerk is ontworpen door architect Wolter te Riele. Het is een neogotisch bakstenen kerkgebouw waarvan de gewelven van schoon metselwerk zijn. Hierop is tussen 1925 en 1950 een aantal gewelfschilderingen aangebracht. In de kerk is een preekstoel te vinden van omstreeks 1850, vervaardigd door de firma Gebr. Goossens te 's-Hertogenbosch. In het priesterkoor is een vijftal glas-in-loodramen aangebracht en merkwaardigerwijs bevond zich daar ook het orgel. Het orgel is teruggeplaatst op de oorspronkelijke plaats in de toren. Het beeld van Christus op de Koude Steen is uit de 18e eeuw en gemaakt van beschilderd eikenhout.
- De oude begraafplaats, de oorspronkelijke kern van Gemonde, bevindt zich nog steeds midden in het dorp. In 2008 werd de kerkhofmuur gerestaureerd.
- Op het terrein van de nieuwe begraafplaats, die zich bevindt bij buurtschap De Hogert, ligt de Lambertuskapel uit 1959, die gebouwd is met de stenen van de voormalige kerk. Deze begraafplaats, die zich enkele honderden meters buiten het dorp bevindt, werd in gebruik genomen in 1968.

In 1865 kwamen de Zusters van de Sociëteit van Jezus, Maria en Jozef vanuit het moederhuis te Engelen naar Gemonde. Oorspronkelijk was het klooster toegewijd aan Sint-Antonius. Men verzorgde het onderwijs aan een bewaarschool en aan een lagere school voor meisjes. In 1933 kwam er een bejaardentehuis bij en werd het klooster aan de heilige Odulfus toegewijd, de patroonheilige van Best waar de toenmalige pastoor Van Doremalen vandaan kwam. Er kwam een beeld van deze heilige op het klooster, en dat in 1989 heropgericht bij de school. In 1943 gingen de zusters ook de wijkverpleging verzorgen. In 1966 werd het klooster opgeheven bij gebrek aan novicen, de zusters verhuisden naar woonzorgcentrum Emmaus te Boxtel en er kwam een meubelfabriek in het gebouw. In 1982 brandde dit af en de ruïne werd gesloopt in 1984. Op deze plaats staan nu de woningen van de Pastoor Van Kesselhof.

## Overige bezienswaardigheden

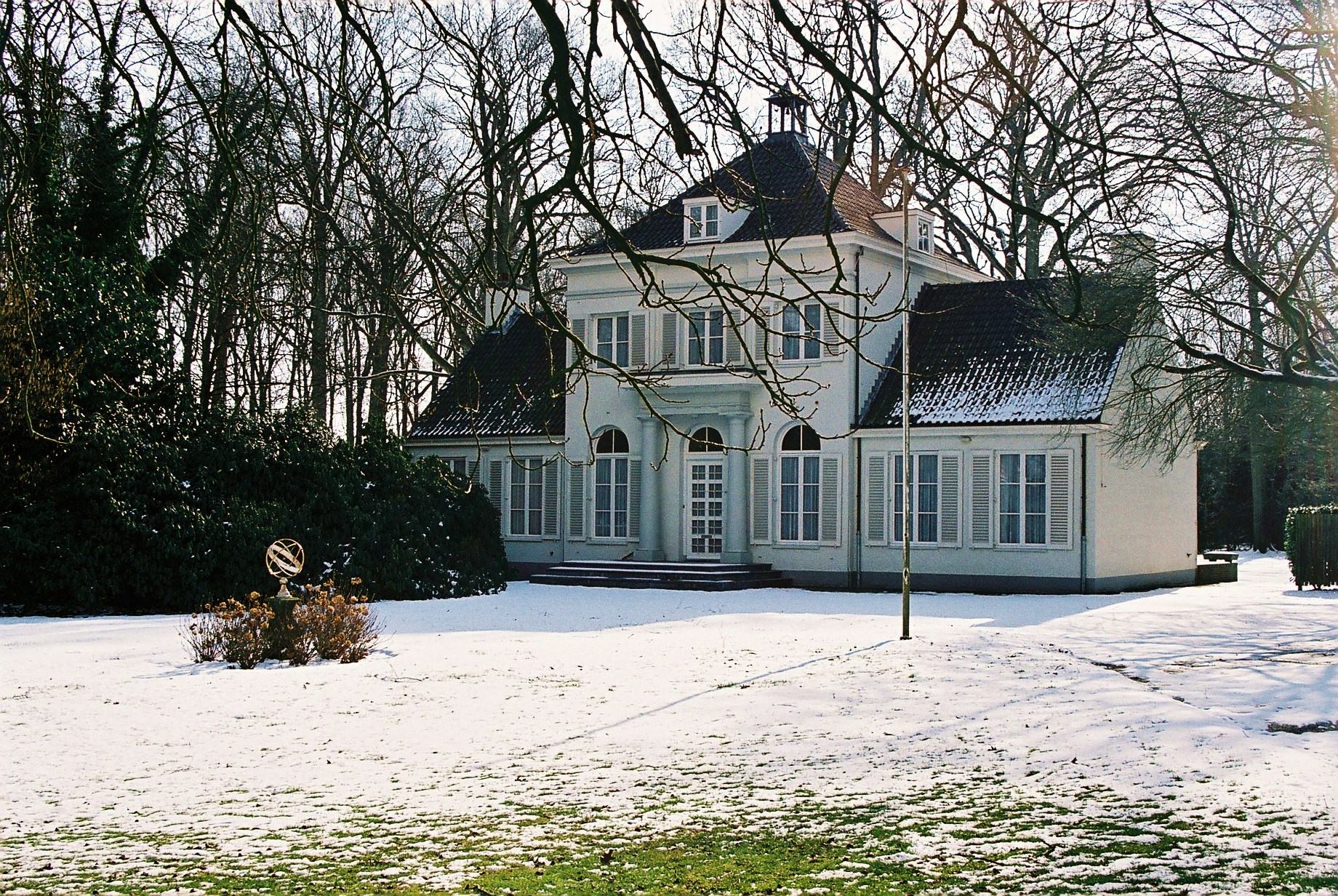
Huis Twijnmeer

- Huisje aan de Gasthuisstraat 8, waarvan de muurankers het jaartal 1618 tonen.
- Verzetsmonument uit 2004, voorstellende een plaatselijke bewoner die een Amerikaanse Airborne militair van een glider, in het kader van de Operatie Market Garden, in veiligheid bracht in de bossen van het landgoed Gasthuiskamp.
- Huis Twijnmeer is een landhuis midden in het plaatsje. Het is een Empire landhuis uit het begin van de 19e eeuw en gelegen op een klein landgoed, waarop zich ook een koetshuis bevindt. In 1815 werd dit landgoed voor het eerst bewoond. Mogelijk heeft hier voordien een slotje gelegen.
- Molenromp van de Ronde Molen, ten westen van de kom van Gemonde. Ronde molen, beltmolen aan De Genenberg. Bouwjaar 1842. Voorheen genaamd: "Dana".
- Natuurstenen Grenspaal uit 1879. Deze is opgericht naar aanleiding van het openen van de eerste keiweg van Sint-Michielsgestel naar Boxtel en ze markeert de grens tussen beide gemeenten, die dwars door het dorp loopt.

## Natuur en landschap
Gemonde is hoofdzakelijk omringd door landbouwgebied. Ten westen van Gemonde, tussen Boxtel en Sint-Michielsgestel, stroomt de Dommel. Hier liggen nog verschillende meanders van de zogenaamde "Stille Dommels". Ten oosten van Gemonde ligt het beekdal van de Beeksche Waterloop. Ten zuiden van Gemonde ligt het landgoed Gasthuiskamp en het bosgebied de Overkamp, beiden eigendom van Brabants Landschap.
Op het kerkplein aan het Twijnmeer bevinden zich drie fiets-wandelpanelen. Het ene paneel geeft aan een zijde informatie over de Ommetjes Gemonde. Vanaf het kerkplein starten hier twee gemarkeerde wandelingen. Het ommetje Besselaar-Vossenholen voert door de buurtschap Besselaar en het beekdal van de Beeksche Waterloop  en via het landgoed Vossenholen keert  men via de Koudenberg en Twijnmeer weer terug in de dorpskom. Het ommetje Hogert-Schoonberg loopt naar de buurtschap De Hogert en via het Hooibrugpad langs de rivier de Dommel naar de omgeving van de Schoonberg en Gemondse Beemd. Via de zandpaden Groensteeg, Kriekelaar, Hultert en Veldseweg keert de wandelaar weer terug naar Gemonde.
Op de andere zijde van dit paneel staan de Dorus de Bie Bevrijdingsroute en de Fiets-wandelroute 75 Jaar Bevrijding Gemonde 1944-2019. Boekjes met routebeschrijving en informatie over deze twee bevrijdingsroutes zijn te koop bij de plaatselijke horeca en doe het zelf zaak: Uw Vakzaak Schellekens.
Het tweede paneel geeft informatie over het mtbnetwerk 't Groene Woud West. Op het bord zijn zes MTB-routes te zien. Een daarvan, de Mon Plaisir-mtbroute, start hier vanaf het kerkplein. Er kan onderweg gekozen worden uit drie afstanden: 15 km, 25 km en 35 km.

## Verenigingsleven (selectie)
- Heemkundevereniging Den Hogert
- Voetbalclub VV Irene
- Het Sint Joris Sint Catharina gilde
- Het Sint Antonius Sint Sebastiaan gilde
- Samen gevoegd in 2019 tot Gilde St Joris, Catharina, Antonius en Sebastiaan.
- De Gemondse Tennisvereniging (GTV)
- Biljartvereniging Touché
- Dartvereniging Na Afloop Zuipen (NAZ)
- Ponyclub de Pikeurtjes
- Rijvereniging Sint Lambertus
- Bridgeclub Gemonde
- GTC Mon Plaisir (Gemondse Toerfietsclub)
- Handboogvereniging "recht door zee"
- Muziekvereniging Fanfare Sint Lambertus
- Karate SE-FI Gemonde
- Smartlappenkoor Gimmese Smart
- KBO Seniorenvereniging "Eert de Ouderdom"

De carnavalsnaam voor Gemonde is Mullukzuipertjesland.

## Onderwijs
Gemonde heeft één basisschool, basisschool Sint-Lambertus.

## Diversen
Sedert 1957 is Gemonde in vriendschap verbonden met het Duitse dorp Ayl.

## Bekende personen
Geboren
- Gillis Johannis le Fèvre de Montigny (1765-1821), militair

Woonachtig geweest
- Sandra Reemer (1950-2017), zangeres
- Patrick van Zandwijk (1995), singer-songwriter, bekend als TuskHead

## Nabijgelegen kernen
Sint-Michielsgestel, Boxtel, Olland, Liempde en Schijndel